# Guillaume de La Motte
Pour les articles homonymes, voir La Motte.
Guillaume de La Motte, mort le 18 juin 1437, est un moine chartreux, qui fut prieur de Grande Chartreuse et ministre général de l'ordre des Chartreux.

## Biographie
Il fait profession à la Grande Chartreuse, puis procureur. À la mort de Dom Jean de Griffenberg, en 1420, il est, quoique déjà fort âgé, élu général. 
Il se soucie d’assurer au chapitre général les revenus indispensables au fonctionnement du monastère. le prieur général entretien avec Martin V les meilleures relations. En 1425, le pape fulmine six bulles par lesquelles est réaffirmé le statut d’exemption dont jouissent les chartreux depuis le XIIe siècle, garantie leur protection contre la fiscalité du Saint-Siège, mais aussi, mesure à laquelle Dom Guillaume attachait du prix, défense faite à ses religieux d’émigrer vers un autre ordre monastique.